# Неєголтволде
Неєголтволде (нід. Nijeholtwolde) — село в нідерландській провінції Фрисландія. Входить до муніципалітету Вестстеллінгверф.
Його площа становить 8,47км², а населення станом на 2021 рік складало 190 осіб.
Перша згадка про населений пункт датується 1320 роком.